# Слау
Сла́у (англ. Slough) — місто та унітарна одиниця на сході церемоніального графства Беркшир (до 1974 року в Бакінгемширі).